# Bonares
Bonares is een gemeente in de Spaanse provincie Huelva in de regio Andalusië met een oppervlakte van 65 km². In 2007 telde Bonares 5602 inwoners.

## Demografische ontwikkeling
Bron: INE, 1857-2011: volkstellingen